# Peninsular
Trong hệ thống phân biệt chủng tộc của thực dân Tây Ban Nha, một peninsular (phát âm tiếng Tây Ban Nha: [peninsuˈlaɾ], pl. peninsulares) là một người Tây Ban Nha sinh ra ở chính quốc Tây Ban Nha sinh sống tại châu Mỹ Tây Ban Nha hoặc Đông Ấn Tây Ban Nha. Từ peninsular ban đầu được sử dụng để nói đến những người ở bán đảo Tây Ban Nha, trái với "isleños" (dân đảo), chỉ những người dân quần đảo Canary (còn gọi là guanches).
Còn trong tiếng Bồ Đào Nha tại Brazil thuộc địa, người da trắng sinh ở bán đảo Iberia gọi là "reinóis" trong khi con của hai reinóis sinh ra tại Brazil là "mazombos".
Thời thuộc địa, những người lãnh đạo cao ở châu Mỹ và Philippines thường là peninsular. Trong các cuộc đấu tranh giành độc lập châu Mỹ, những người này còn gọi là "người Goth", đề cập đến vương quốc Visigoth từng cai trị Tây Ban Nha, hoặc tại México là "gaucho". "Godos" được dùng tại quần đảo Canary.
Thông thường, các peninsular sở hữu lượng lớn đất đai. Họ bảo vệ sự độc quyền thương mại tại Cádiz, làm đảo lộn các criollos, đã chuyển qua buôn lậu sang các thuộc địa khác của Anh và Pháp, đặc biệt là cách xa những cảng chính của hạm đội Tây Ban Nha. Họ, các peninsular làm việc để bảo vệ quyền lực của đế quốc Tây Ban Nha.
Trong hệ thống phân biệt chủng tộc thuộc địa, peninsular đứng đầu, theo sau là criollo, vốn đã phát triển một tầng lớp quý tộc địa phương đầy quyền lực trong thế kỷ 17 và 18.